# La Tebaida
La Tebaida ist eine Gemeinde (municipio) im Departamento Quindío in der kolumbianischen Kaffeeanbauregion (eje cafetero).

## Geographie
La Tebaida liegt auf einer Höhe von 1200 m ü. NN 13 km südwestlich von Armenia und hat eine Jahresdurchschnittstemperatur von 23 °C. La Tebaida grenzt im Norden an Armenia und an Montenegro, im Süden an Calarcá sowie an Sevilla und Caicedonia im Departamento Valle del Cauca, im Westen an La Victoria und Zarzal in Valle del Cauca und im Osten an Armenia.

## Bevölkerung
Die Gemeinde La Tebaida hat 35.692 Einwohner, von denen 32.394 im städtischen Teil (cabecera municipal) der Gemeinde leben (Stand: 2022).

## Geschichte
Die Region wurde ab dem 19. Jahrhundert von Antioquia aus besiedelt. La Tebaida wurde im Zuge der letzten Phase der Migrationswelle 1916 gegründet. Der Ort erhielt 1954 den Status einer Gemeinde.

## Wirtschaft
Der wichtigste Wirtschaftszweig von La Tebaida ist traditionell die Landwirtschaft, insbesondere der Kaffeeanbau. Zudem werden Bananen, Tabak, Zitruspflanzen und Obst angebaut. Zudem hat sich in den letzten Jahren zum Teil Industrie angesiedelt. Der Flughafen von Armenia, der Aeropuerto Internacional El Edén, liegt genau an der Gemeindegrenze zwischen La Tebaida und Armenia.